# Hillia iris
Hillia iris là một loài bướm đêm trong họ Noctuidae.